# Szegő István
Szegő István (Nyíregyháza, 1908. január 22. – Budapest, 1969. június 10.) író, költő, műfordító, lapszerkesztő.

## Élete
Szegő (Spitzer) Dezső (1875–?) és Denneberg Irma (1886–?) gyermekeként született zsidó családban. Középiskolai tanulmányait Baján végezte. A két világháború között mint vasöntő és nyomdász dolgozott, s különböző legális és féllegális munkásszervezetekben tevékenykedett. Kórusverseket, drámákat írt, tagja volt a 100% kórusának is. 1945 után a Munkás Kultúrszövetség és a Magyarországi Szociáldemokrata Párt tagja volt, s ez utóbbi kultúrosztályának helyettes vezetője. 1946-ban kinevezték a Hunnia Filmgyár vezérigazgatójává, de a következő évben menesztették állásából. Miután 1963-ban megalakult a Papíripari Vállalat, megindította és haláláig szerkesztette a Papíripari Híradót.
Első verseskötetét 1923-ban Szegeden Erg Ágoston költeményeivel együtt jelentette meg Vágyak és jajok címmel. Az 1920-as évek végétől jelentek meg műfordításai, főleg baloldali, antifasiszta szerzőktől. Az országban elsőként ültetett át Bertolt Brecht drámát magyar nyelvre.
Házastársa Stern Lipman és Bernstein Fanni lánya, Margit (1909–1949) volt, akit 1932. augusztus 30-án Budapesten, a Józsefvárosban vett nőül.
Sógornője: Ács Rózsi, színésznő volt.
Az Új köztemetőben helyezték végső nyugalomra.

## Művei
- Vágyak és jajok (Szeged, 1923)
- Kenyéren és vízen (Budapest, 1934)
- Takard el arcodat (Monor, 1936)
- Írás a falon. Válogatott versek és műfordítások (Budapest, 1948)
- Hajnali út: képek prózában (Budapest, 1948)

### Műfordításai
- Stefan Zweig: A lélek orvosai. Mesmer, Mary Baker-Eddy, Freud [Kovács Györggyel, Horváth Zoltánnal], Budapest, 1935
- Valeriu Marcu: Machiavelli. A hatalom iskolája, Budapest, 1937
- Bruno Traven: A taliga, regény, Budapest, 1937
- A réti varázsló. Néger népmesék (Afrikanische Märchen), Budapest, 1957
- Alain Prévost: Népszerűtlen emberek, regény, 1958
- Eva Priester: Cattaro 1918, elbeszélés, 1958
- Kurt Sandner: Egy szörnyű éjszaka, regény, 1958
- Bruno Traven: Embervásár Mexikóban, regény, 1958
- Rudolf Petershagen: A lelkiismeret lázadása. Egy volt Wehrmacht-tiszt emlékiratai, 1959
- Algériai fiatalok vallomásai Franciaország gyarmati politikájáról, Budapest, 1959
- Akcióban az SS (SS im Einsatz.), Dokumentumgyűjtemény. Budapest, 1960
- Friedrich Wolf: Dr. Lilli Wanner, d., Budapest, 1960
- Martine Monod: Dicsőséges szárnyak. Normandia-Nyeman, regény, Budapest, 1961
- Luis Vélez de Guevara: A sánta ördög, regény, 1962